# Henschel

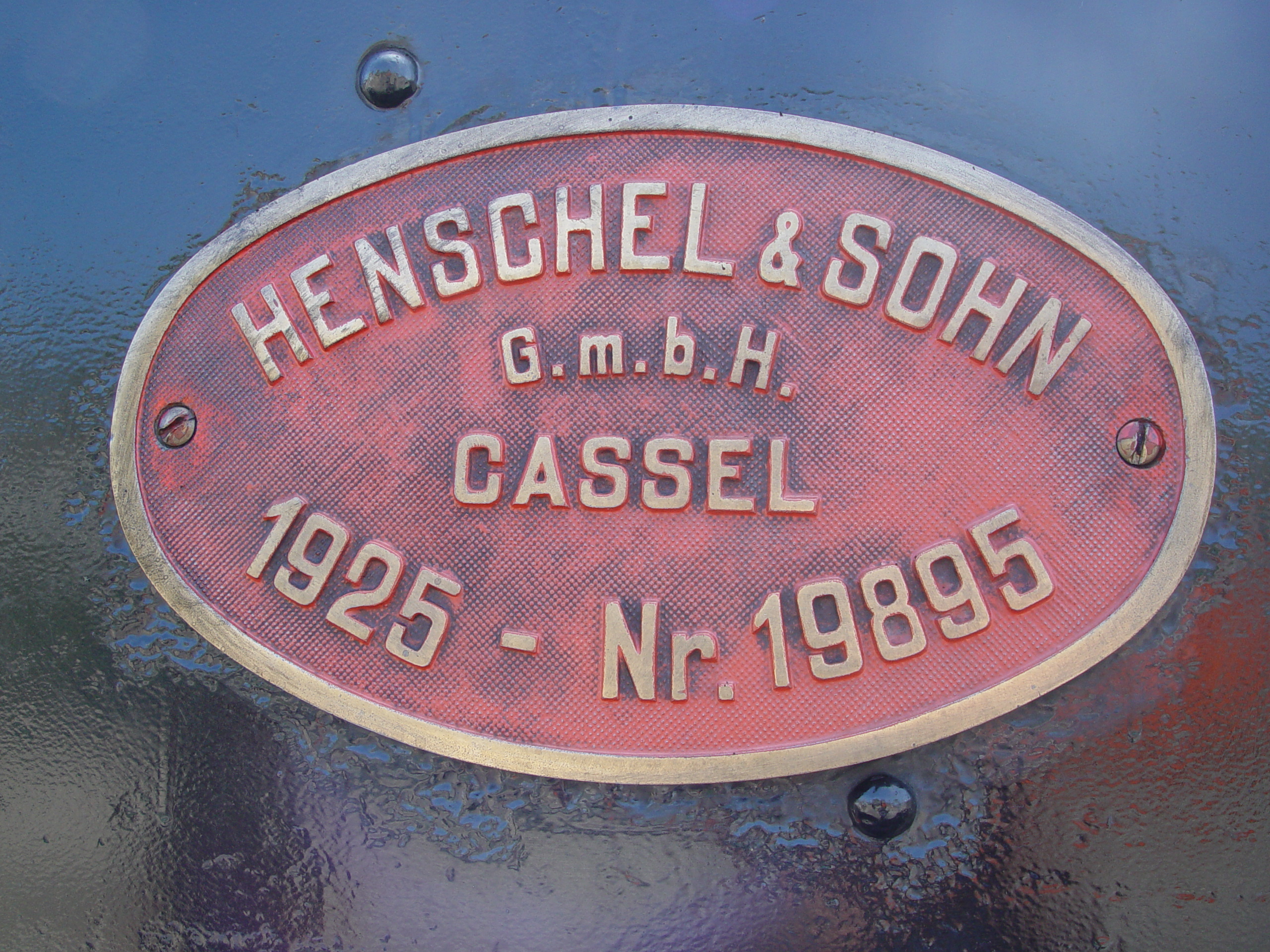
Mozdonytábla a gyártó 1957-ig használt nevével

A Henschel vállalat (németül Henschel-Werke, röviden Henschel) egy gießeni gyökerű, gép- és járműgyár Kasselban. A gyár építette Németország első gőzmozdonyait, valamint a 20. század közepéig jelentős mozdonybeszállító volt egész Európában. Az 1925–1970 közötti időszakban Németország meghatározó tehergépkocsi- és autóbuszgyártója. A második világháború alatt a vállalat kasseli és berlini gyáraiban harckocsikat, katonai repülőgépeket és rakétákat is gyártottak.
A Henschel vállalat 1968-ban veszítette el függetlenségét, a vasúti ágazata a Rheinstahl, a Thyssen, majd az ABB konszernekhez került, amit később a Bombardier olvasztott magába. A tehergépkocsi-gyártó részleget először a Hanomag, később részben a Daimler csoport vásárolta meg. A már idegen vállalatcsoportok a régi Henschel márkanevet továbbra is őrzik, használják.

## Története
Georg Christian Carl Henschel 1810-ben alapította meg kasseli vasöntödéjét, ahol 1816-ban már gőzgépeket is gyártottak. 1837-ben a fia, Carl Anton Henschel megépítette a gyár második üzemét Kasselben a Holland téren, a helyén ma a Kasseli Egyetem található.
A Henschel és fia (németül Henschel & Sohn) vállalat 1848. július 29-én építette meg első gőzmozdonyát, amelyet az 1844-től épülő Kassel és Bebra közötti Friedrich Wilhelms Északi Vasútnak szállítottak. A 45 km/h sebességre képes Drache (magyarul Sárkány) nevű gőzmozdony 1848. augusztus 18-án állt forgalomba.
1860. október 4-én készült el az ötvenedik mozdony, ám gyártás igazi fellendülése Oscar Henschel vezetése alatt valósult meg, 1894-ben történt haláláig már több mint 4000 mozdonyt gyártottak. A vállalatnál dolgozók száma akkoriban meghaladta az 1600 főt. Oscar Henschel halála után az 1878-ban született fia, Karl Anton Theodor Ferdinand Henschel lett a 
vállalat vezérigazgatója, ám nagykorúságáig az özvegy Sophie Henschel vezette a vállalatot.
A 20. század kezdetén a berlini Borsig mozdonygyár után a kasseli Henschel gépgyár volt Németország második legnagyobb mozdonygyára. A gépgyár több kisebb mozdonygyárat felvásárolt, így 1928-ban a R. Wolf féle vállalatot, 1930-ban a Krupp-pal egyenlő arányban a Linke-Hofmann-Busch vállalatot, továbbá 1931-ben a Hanomag mozdonygyártó részlegét.
A vállalat 1905-ben megépítette első villamosmozdonyát, 1910-ben pedig az első belső égésű motorral működő mozdonyát. 1925-ben megépítik az első személyautót, majd megindították a tehergépkocsik és autóbuszok gyártását, 1933-tól a David Brown féle vállalat licence alapján megkezdte a csigahajtóművek gyártását.
A Henschel gépgyárai már az első világháború alatt is komoly károkat szenvedett, a második világháború alatt, mint az egyik legjelentősebb német fegyvergyár, kiemelt célpontja volt a szövetséges bombatámadásoknak. A háborúvesztést követően a gyár nehezen állt talpra, csak 1946-ban kapott engedélyt a szövetségesektől kis teljesítményű ipari tolatómozdonyok gyártására, illetve sérült teherautók javítására. A vállalat nagyobb teljesítményű mozdonyokat 1948-tól gyárthatott.
Az alapító Henschel család 1957-ben hagyta el a vállalatot, ami a tőzsdei bevezetést megelőzendően 1962-ben részvénytársasággá alakult. A vállalat időközben, 1961-ben átvette az dízelmozdonyokat gyártó Esslingeni Gépgyárat (németül Maschinenfabrik Esslingen), illetve 1963-tól felhagyott az autóbuszok gyártásával.
A Rajnai Acélművek (németül Rheinischen Stahlwerke) 1964-ben felvásárolta a Henschel részvényeit, így 1965-re a vállalat neve is Rheinstahl-Henschel-re változott. A dízelmozdonygyártó részleget 1969-ben a Klöckner-Humboldt-Deutz cégcsoport vette át, a tehergépkocsi-gyártó részleget viszont a Hanomag szerezte meg. A Hanomag-Henschel néven egyesült tehergépkocsigyárat később a Daimler csoport vásárolta meg, a közös márkanevet 1974-ig használták.
A Rajnai Acélmű 1976-ban eladta a teljes Henschel részesedését a August Thyssen-Hütte részvénytársaságnak. A kasseli mozdonygyár újra nevet váltott, ezúttal a Thyssen-Henschel nevet vette fel, azonban a gyárban épített mozdonyok a tradicionális Henschel márkanév alatt hagyták el a gyárkaput.
Az újabb tulajdonosváltásra 1990-ben került sor, a gyárat ekkor az Asea Brown Boveri (röviden ABB, az 1988-ban egyesült svéd ASEA és a svájci Brown, Boveri & Cie közös vállalata) vette meg, az új vállalatnév ABB Henschel lett.
Az ABB 1995-ben sok más vasúti járműgyártó bevonásával együttműködést írt alá a Daimler csoport közlekedési ágazatával, hogy egy új, elsősorban vasúti jármű- és hajtóműtervezéssel foglalkozó intézetet hoznak létre. Az Adtranz nevű tervezőintézet megalapításával, 1996. január 1-jétől Henschel néven járművet többé nem gyártottak.

## Napjainkban
1999-ben a Daimler csoport kivásárolta az ABB-t az Adtranz-ból, majd 2001-ben eladta a Bombardier vállalatnak. Kasselban a mai napig gyártanak és korszerűsítenek villamos- és dízelmozdonyokat, a Német Vasutak villamosmozdony szériáinak egy részét is itt gyártják, úgymint a DB 101 sorozatot és a Bombardier TRAXX mozdonycsaládot.

## Fordítás
- Ez a szócikk részben vagy egészben  a   Henschel-Werke című német Wikipédia-szócikk ezen változatának fordításán alapul.  Az eredeti cikk szerkesztőit annak laptörténete sorolja fel. Ez a jelzés csupán a megfogalmazás eredetét és a szerzői jogokat jelzi, nem szolgál a cikkben szereplő információk forrásmegjelöléseként.